# ايرين (أونتاريو)
ايرين، أونتاريو (بالإنجليزية: Erin)‏ هي مدينة كندية تقع في مقاطعة أونتاريو. تبلغ مساحة هذه المدينة 296.9784 (كم²)، ويبلغ عدد سكانها 11148 نسمة حسب إحصاء سنة 2006 م، بينما كان يسكنها 11052 نسمة في سنة 2001 م. تحتل هذه المدينة المرتبة رقم 336 بين مدن كندا حسب عدد السكان والمرتبة رقم 127 في المقاطعة. نما عدد السكان في هذه المدينة بنسبة (0.9) بين العامين المذكورين.

## أعلام
- ليفي تومسون
- ويلفريد وايت
- أوتو بوكانان إليوت
- روبرت ديكسون
- جوزيف أوليفر

## وصلات خارجية
- الأطلس الحكومي لكندا
- إحصاءات كندا مع ساعة تعداد السكان